# Matteo Malucelli (Rennfahrer)

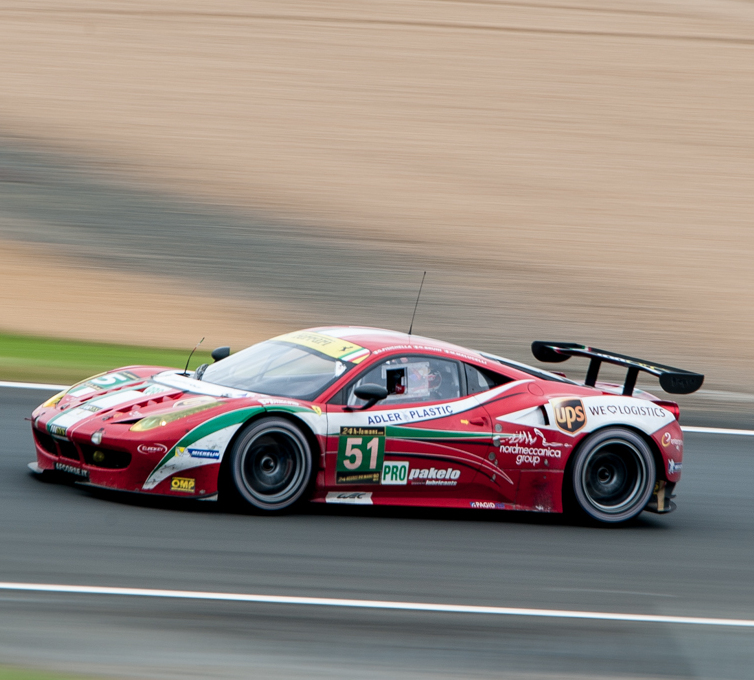
Der von Matteo Malucelli beim 24-Stunden-Rennen von Le Mans 2013 gefahrene Ferrari 458 Italia GT2

Matteo Malucelli (* 27. Oktober 1984 in Forlì) ist ein italienischer Autorennfahrer.

## Karriere
Matteo Malucelli kam schon nach der zweiten Saison in der italienischen Formel-Renault-Meisterschaft 2004 als Werksfahrer bei JMB Rating zu seinen ersten Einsätzen in der FIA-GT-Meisterschaft. 2005 wechselte er zur BMS Scuderia Italia, gab sein Debüt beim 24-Stunden-Rennen von Le Mans und gewann gemeinsam mit Miguel Ramos die italienische GT-Meisterschaft. Malucelli wurde zu einem der Spitzenfahrer der GT-Szene. 2008 sicherte er sich die Vizemeisterschaft der FIA-GT, nachdem er im Jahr davor Dritter in der Gesamtwertung geworden war. 2010 fuhr er auf einem Chevrolet Lumina CR8 in der Superstar Series.
2019 gewann er gemeinsam mit Josef Král auf einem Ferrari 488 GT3 die Gesamtwertung der 24H Series.

## Statistik

### Le-Mans-Ergebnisse
| Jahr | Team                    | Fahrzeug                  | Teamkollege          | Teamkollege     | Platzierung | Ausfallgrund |
| ---- | ----------------------- | ------------------------- | -------------------- | --------------- | ----------- | ------------ |
| 2005 | BMS Scuderia Italia     | Ferrari 550 GTS Maranello | Michele Bartyan      | Toni Seiler     | Ausfall     | Unfall       |
| 2007 | Aston Martin Racing BMS | Aston Martin DBR9         | Fabio Babini         | Jamie Davies    | Rang 11     |              |
| 2008 | BMS Scuderia Italia     | Ferrari F430 GT           | Fabio Babini         | Paolo Ruberti   | Rang 22     |              |
| 2009 | BMS Scuderia Italia     | Ferrari F430 GT           | Fabio Babini         | Paolo Ruberti   | Rang 19     |              |
| 2013 | AF Corse                | Ferrari 458 Italia GT2    | Giancarlo Fisichella | Gianmaria Bruni | Rang 21     |              |
| 2016 | Risi Competizione       | Ferrari 488 GTE           | Giancarlo Fisichella | Toni Vilander   | Rang 19     |              |

### Sebring-Ergebnisse
| Jahr | Team              | Fahrzeug               | Teamkollege          | Teamkollege     | Platzierung | Ausfallgrund |
| ---- | ----------------- | ---------------------- | -------------------- | --------------- | ----------- | ------------ |
| 2013 | Risi Competizione | Ferrari 458 Italia     | Olivier Beretta      | Gianmaria Bruni | Rang 16     |              |
| 2014 | Risi Competizione | Ferrari 458 Italia GT2 | Giancarlo Fisichella | Gianmaria Bruni | Ausfall     | Unfall       |